# Königova věta (fyzika)
Königova věta slouží pro určení celkové kinetické energie pro těleso, které koná zároveň rotační a translační pohyb. Tedy těleso, které se posouvá a zároveň rotuje kolem vlastní osy nebo jiné osy rotace. V případě, že těleso rotuje kolem jiné osy než je jeho vlastní osa rotace, použijeme Steinerovu větu. 

## Matematický zápis
{\displaystyle E_{k}={\frac {1}{2}}mv^{2}+{\frac {1}{2}}J\omega ^{2}}
m je hmotnost tělesa, v je rychlost posuvného pohybu, J je moment setrvačnosti, omega je úhlová rychlost rotačního pohybu.